# Cryptodicranum armittii
Cryptodicranum armittii är en bladmossart som beskrevs av Edwin Bunting Bartram 1942. Cryptodicranum armittii ingår i släktet Cryptodicranum och familjen Dicranaceae. Inga underarter finns listade i Catalogue of Life.